# والتر تايبو
والتر تايبو (بالإسبانية: Wálter Taibo)‏ مواليد 7 مارس 1931 في الأوروغواي، هو لاعب كرة قدم أوروغوياني. يلعب كحارس مرمى. سبق له أن لعب في كأس العالم لكرة القدم مع منتخب بلاده.

## المسيرة الاحترافية

### أندية لعب لها
- ناسيونال مونتيفيديو
- هوراكان
- مونتيفيديو واندررز
- بنيارول

## روابط خارجية
- والتر تايبو على موقع الاتحاد الدولي (مؤرشف)  (الإنجليزية)
- والتر تايبو على موقع قاعدة بيانات كرة القدم.إي يو (الإنجليزية)
- والتر تايبو على موقع ناشيونال فوتبول تيمز (الإنجليزية)
- والتر تايبو على موقع Soccerway.com (الإنجليزية)